# Streptocarpus tsaratananensis
Streptocarpus tsaratananensis är en tvåhjärtbladig växtart som beskrevs av Jean-Henri Humbert och Brian Laurence Burtt. Streptocarpus tsaratananensis ingår i släktet Streptocarpus och familjen Gesneriaceae. Inga underarter finns listade i Catalogue of Life.